# Ernst Gebauer

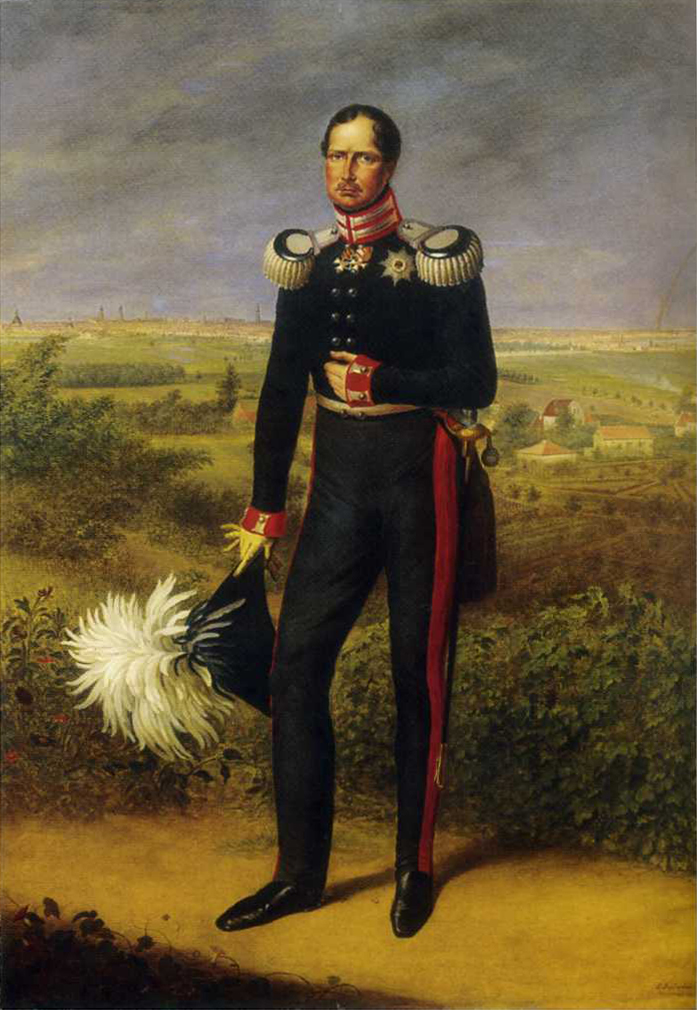
Friedrich Wilhelm III. von Ernst Gebauer, 1829

Ernst Gebauer (* 23. Mai 1782 in Lietzen; † 7. Juli 1865 in Berlin) war ein preußischer Porträt- und Hofmaler. 
Besonders bekannt sind seine Werke aus den Befreiungskriegen gegen die napoleonische Fremdherrschaft. Preußens König Friedrich Wilhelm III. ließ seine Ausbildung fördern, nachdem ihm Gebauer 1811 die Kopie eines Christuskopfes hatte zukommen lassen, und bedachte den Maler mit einem Geldgeschenk. Ein Blücher-Porträt wurde 1815 auf Gebauers Vorschlag als Kupferstich vervielfältigt; die dadurch eingenommenen 900 Taler gingen an verletzte Soldaten. 1816 gab Gebauer ein Porträt des Königs heraus; die daraus und auf andere Weise bis 1836 erlösten 89.000 Taler wurden für wohltätige Zwecke eingesetzt, unter anderem ging das Geld an ein Waisenhaus.